# 동경 101도
동경 101도(東經101度)는 본초 자오선에서 동쪽으로 101도 떨어진 경선이다. 북극점에서 시작하여 북극해, 아시아, 인도양, 남극해, 남극을 거쳐 남극점에 이른다.
동경 101도는 서경 79도와 이어져 지구의 둘레를 이룬다.
북극점에서 남극점까지 동경 101도선은 다음 지역을 지나간다.
| 좌표                                                    | 나라, 지역, 해역 | 주석                                                            |
| ------------------------------------------------------- | ---------------- | --------------------------------------------------------------- |
| 북위 90° 0′ 동경 101° 0′  / 북위 90.000° 동경 101.000°  | 북극해           |                                                                 |
| 북위 80° 32′ 동경 101° 0′  / 북위 80.533° 동경 101.000° | 랍테프해         |                                                                 |
| 북위 78° 57′ 동경 101° 0′  / 북위 78.950° 동경 101.000° | 러시아           | 크라스노야르스크 지방 세베르나야제믈랴 제도의 볼셰비키섬        |
| 북위 78° 6′ 동경 101° 0′  / 북위 78.100° 동경 101.000°  | 카라해           |                                                                 |
| 북위 76° 32′ 동경 101° 0′  / 북위 76.533° 동경 101.000° | 러시아           | 크라스노야르스크 지방 이르쿠츠크주 부랴트 공화국                |
| 북위 51° 36′ 동경 101° 0′  / 북위 51.600° 동경 101.000° | 몽골             |                                                                 |
| 북위 42° 38′ 동경 101° 0′  / 북위 42.633° 동경 101.000° | 중화인민공화국   | 내몽골 자치구 간쑤성 칭하이성 쓰촨성 윈난성                     |
| 북위 21° 42′ 동경 101° 0′  / 북위 21.700° 동경 101.000° | 미얀마           |                                                                 |
| 북위 21° 23′ 동경 101° 0′  / 북위 21.383° 동경 101.000° | 라오스           |                                                                 |
| 북위 19° 37′ 동경 101° 0′  / 북위 19.617° 동경 101.000° | 태국             |                                                                 |
| 북위 17° 49′ 동경 101° 0′  / 북위 17.817° 동경 101.000° | 라오스           | 약 2 km                                                         |
| 북위 17° 48′ 동경 101° 0′  / 북위 17.800° 동경 101.000° | 태국             | 약 3 km                                                         |
| 북위 17° 46′ 동경 101° 0′  / 북위 17.767° 동경 101.000° | 라오스           | 약 4 km                                                         |
| 북위 17° 44′ 동경 101° 0′  / 북위 17.733° 동경 101.000° | 태국             | 약 13 km                                                        |
| 북위 17° 37′ 동경 101° 0′  / 북위 17.617° 동경 101.000° | 라오스           | 약 5 km                                                         |
| 북위 17° 34′ 동경 101° 0′  / 북위 17.567° 동경 101.000° | 태국             |                                                                 |
| 북위 12° 39′ 동경 101° 0′  / 북위 12.650° 동경 101.000° | 타이만           |                                                                 |
| 북위 6° 51′ 동경 101° 0′  / 북위 6.850° 동경 101.000°   | 태국             |                                                                 |
| 북위 6° 16′ 동경 101° 0′  / 북위 6.267° 동경 101.000°   | 말레이시아       |                                                                 |
| 북위 5° 50′ 동경 101° 0′  / 북위 5.833° 동경 101.000°   | 태국             | 약 6 km                                                         |
| 북위 5° 46′ 동경 101° 0′  / 북위 5.767° 동경 101.000°   | 말레이시아       |                                                                 |
| 북위 3° 39′ 동경 101° 0′  / 북위 3.650° 동경 101.000°   | 말라카 해협      |                                                                 |
| 북위 2° 18′ 동경 101° 0′  / 북위 2.300° 동경 101.000°   | 인도네시아       | 수마트라섬                                                      |
| 남위 2° 27′ 동경 101° 0′  / 남위 2.450° 동경 101.000°   | 인도양           |                                                                 |
| 남위 60° 0′ 동경 101° 0′  / 남위 60.000° 동경 101.000°  | 남극해           |                                                                 |
| 남위 65° 24′ 동경 101° 0′  / 남위 65.400° 동경 101.000° | 남극             | 오스트레일리아령 남극 지역, 오스트레일리아가 영유권을 주장한다. |

## 같이 보기
- 동경 100도
- 동경 102도